# George McGinnis
George F. McGinnis (Harpersville, Alabama; 12 de agosto de 1950-Indianápolis, Indiana; 14 de diciembre de 2023) fue un jugador de baloncesto estadounidense que jugó durante cuatro temporadas en la ABA y otras siete en la NBA. Con 2,03 metros de altura, jugaba en la posición de ala-pívot.

## Trayectoria deportiva

### Instituto
Asistió al George Washington Community High School de Indianápolis. Él y su compañero de equipo Steve Downing llevaron a Washington a un récord de 31-0 y un campeonato estatal en 1969.Montieth, Mark (25 de enero de 2017). «For Keller and McGinnis, Memories of Winning State Never Faded». Pacers.com. NBA Media Ventures. Consultado el 23 de diciembre de 2018. Estableció un récord de puntuación en el torneo estatal de Indiana con 148 puntos en sus últimos cuatro partidos.

### Universidad
Solo jugó una temporada con los Hoosiers de la Universidad de Indiana, pero fue suficiente para demostrar las cualidades de este jugador. En ella promedió 30 puntos y 14,7 rebotes por partido, liderando en ambas categorías la Big Ten Conference, siendo el quinto jugador en la historia de la conferencia en lograrlo en una misma temporada. Anotó más de 20 puntos en 21 de los 24 partidos que jugó, más de 30 en 13 y consiguió 22 doble-doble. Su máxima anotación fue de 45 puntos, la más alta de la historia de Indiana, y fue elegido en el mejor equipo del siglo XX de la universidad.

### Profesional
Dejó su carrera universitaria para jugar como profesional con los Indiana Pacers, que en aquellos años jugaban en la ABA, y no fue hasta 1973 cuando entró en el Draft de la NBA, siendo elegido por Philadelphia 76ers en el puesto 22, equipo al que no se incorporaría hasta la temporada 1975-76. En sus cuatro años en la liga del balón tricolor consiguió ser nombrado MVP en 1975, MVP Playoffs en 1973 y jugó 3 All-Star Game.
Ya en Philadelphia, coincidió con Julius Erving, con el que llegó en 1977 a las Finales de la NBA. Tras 3 temporadas firmó por Denver Nuggets, para acabar su carrera en su ciudad natal con los Indiana Pacers. en sus 11 temporadas como profesional promedió 20,2 puntos y 11,0 rebotes por partido.

## Estadísticas
| † | Denota temporadas en las que el equipo de Brown ganó el campeonato de la ABA |

### Temporada regular
| Año              | Equipo           | PJ  | PT  | MPP  | %TC  | %3P  | %TL  | RPP  | APP | ROB | TPP | PPP   |
| ---------------- | ---------------- | --- | --- | ---- | ---- | ---- | ---- | ---- | --- | --- | --- | ----- |
| 1971-72†         | Indiana (ABA)    | 73  |     | 29.8 | .465 | .158 | .645 | 9.7  | 1.9 |     |     | 16.5  |
| 1972-73†         | Indiana (ABA)    | 82  |     | 40.8 | .495 | .250 | .665 | 12.5 | 2.5 | 2.0 |     | 27.6  |
| 1973-74          | Indiana (ABA)    | 80  |     | 40.8 | .468 | .147 | .683 | 15.0 | 3.3 | 2.0 | .5  | 25.9  |
| 1974-75          | Indiana (ABA)    | 79  |     | 40.4 | .451 | .354 | .724 | 14.3 | 6.3 | 2.6 | .7  | 29.8* |
| 1975-76          | Philadelphia     | 77  | 77  | 38.3 | .417 |      | .740 | 12.6 | 4.7 | 2.6 | .5  | 23.0  |
| 1976-77          | Philadelphia     | 79  | 78  | 35.1 | .458 |      | .681 | 11.5 | 3.8 | 2.1 | .5  | 21.4  |
| 1977-78          | Philadelphia     | 78  | 76  | 32.5 | .463 |      | .716 | 10.4 | 3.8 | 1.8 | .3  | 20.3  |
| 1978-79          | Denver           | 76  |     | 33.6 | .474 |      | .665 | 11.4 | 3.7 | 1.7 | .7  | 22.6  |
| 1979-80          | Denver           | 45  |     | 31.6 | .459 | .143 | .541 | 10.3 | 4.9 | 1.5 | .4  | 15.6  |
| 1979-80          | Indiana          | 28  |     | 28.0 | .437 | .125 | .575 | 8.5  | 4.0 | 1.1 | .2  | 13.2  |
| 1980-81          | Indiana          | 69  |     | 26.7 | .453 | .000 | .538 | 7.7  | 3.0 | 1.4 | .4  | 13.1  |
| 1981-82          | Indiana          | 76  | 4   | 17.6 | .373 | .000 | .453 | 5.2  | 2.7 | 1.3 | .4  | 4.7   |
| Total ABA        | Total ABA        | 314 |     | 38.2 | .470 | .290 | .682 | 12.9 | 3.5 | 2.2 | .6  | 25.2  |
| Total NBA        | Total NBA        | 528 | 235 | 30.7 | .448 | .080 | .651 | 9.8  | 3.8 | 1.7 | .4  | 17.2  |
| Total            | Total            | 842 | 235 | 33.5 | .458 | .273 | .664 | 11.0 | 3.7 | 1.9 | .5  | 20.2  |
| All-Star (ABA)   | All-Star (ABA)   | 3   |     | 32.0 | .460 | .000 | .529 | 12.7 | 2.7 | 1.7 | .7  | 18.3  |
| All-Star (NBA)   | All-Star (NBA)   | 3   | 2   | 23.3 | .367 |      | .471 | 6.7  | 2.3 | 3.0 | .0  | 10.0  |
| All-Star (total) | All-Star (total) | 6   | 2   | 27.7 | .425 | .000 | .500 | 9.7  | 2.5 | 2.3 | .3  | 14.2  |

### Playoffs
| Año       | Equipo        | PJ  | PT | MPP  | %TC  | %3P  | %TL  | RPP  | APP | ROB | TPP | PPP  |
| --------- | ------------- | --- | -- | ---- | ---- | ---- | ---- | ---- | --- | --- | --- | ---- |
| 1972†     | Indiana (ABA) | 20* |    | 31.7 | .406 | .267 | .627 | 11.4 | 2.6 |     |     | 15.5 |
| 1973†     | Indiana (ABA) | 18  |    | 40.6 | .451 | .000 | .732 | 12.3 | 2.2 |     |     | 23.9 |
| 1974      | Indiana (ABA) | 14  |    | 41.8 | .456 | .286 | .744 | 11.9 | 3.4 | 1.1 | .4  | 24.0 |
| 1975      | Indiana (ABA) | 18* |    | 40.6 | .468 | .315 | .688 | 15.9 | 8.2 | 2.0 | .6  | 32.3 |
| 1976      | Philadelphia  | 3   |    | 40.0 | .475 |      | .611 | 13.7 | 4.0 | .3  | 1.3 | 23.0 |
| 1977      | Philadelphia  | 19* |    | 31.7 | .374 |      | .570 | 10.4 | 3.6 | 1.2 | .3  | 14.2 |
| 1978      | Philadelphia  | 10  |    | 27.3 | .424 |      | .837 | 7.8  | 3.0 | 1.5 | .1  | 14.7 |
| 1981      | Indiana       | 2   |    | 19.5 | .200 | –    | .500 | 5.0  | 3.5 | 1.0 | .0  | 5.0  |
| Total ABA | Total ABA     | 70  |    | 38.3 | .449 | .290 | .695 | 12.9 | 4.1 | 1.6 | .5  | 23.7 |
| Total NBA | Total NBA     | 34  |    | 30.4 | .395 | –    | .640 | 9.6  | 3.5 | 1.2 | .3  | 14.6 |
| Total     | Total         | 104 |    | 35.7 | .435 | .290 | .682 | 11.8 | 3.9 | 1.4 | .4  | 20.7 |

## Logros personales
- Elegido en el Mejor Quinteto de Rookies de la ABA (1972).
- 3 veces elegido en el Mejor Quinteto de la ABA (1974-1976).
- MVP de la ABA en 1975 (compartido con Julius Erving).
- 6 veces All-Star (3 en la ABA, 3 en la NBA).
- Máximo anotador de la ABA (1975).
- Su camiseta con el número 30 fue retirada como homenaje por Indiana Pacers.
- Basketball Hall of Fame (2017).

## Vida personal
George se casó con Lynda Dotson en 1976, y estuvieron juntos hasta que ella falleció en 2019.

### Fallecimiento
Su salud se resintió en gran parte debido a problemas de espalda, por los que necesitó varias cirugías. Falleció por complicaciones cardiacas el 14 de diciembre de 2023, a los 73 años, en el hospital de Indianápolis.